# Nicolau Breyner
João Nicolau de Melo Breyner Lopes GOIH • GOM (Serpa, 30 de julho de 1940 – Lisboa, 14 de março de 2016) foi um ator e realizador português.

## Biografia
Depois da infância em Serpa, onde nasceu no seio de uma família de proprietários agrícolas, mudou-se para Lisboa com os pais e o avô materno. Na capital estudou canto e integrou o coro da Juventude Musical Portuguesa, ao mesmo tempo que prosseguia os estudos, primeiro no Colégio Visconde de Castelões e depois no Liceu Camões. De seguida, ingressou na Faculdade de Direito, com a ambição de se tornar diplomata. Viria a desistir de Direito, optando por se diplomar no Conservatório Nacional, no curso de Teatro; já depois de concluir o de Canto, que ainda acumulou com a frequência de Direito.
A sua estreia como ator dá-se quando ainda frequentava o Conservatório. Sob a direção de Ribeirinho, entra na peça Leonor Telles, de Marcelino Mesquita, produzida pelo Teatro Nacional Popular, uma companhia do Estado dirigida pelo próprio Ribeirinho, instalada no Teatro da Trindade. Passa depois pelo Teatro Moderno de Lisboa, uma companhia renovadora do teatro português dos anos 60, onde trabalhou junto de Ruy de Carvalho, Armando Cortez, Carmen Dolores e Manuel Cavaco. 
Contratado por Vasco Morgado, estreia-se no teatro de revista, abandonando o Teatro Moderno de Lisboa. Pela mesma altura faz as suas primeiras digressões em África. A seguir, José Miguel, outro empresário, de casas de fado e de teatros, leva-o para o Teatro ABC, onde permanece quando o espaço é comprado pelo empresário Sérgio de Azevedo. Através da interpretação de papéis cómicos tornar-se-á conhecido do grande público, revelando-se um dos mais bem sucedidos atores da sua geração. 
Em 2005, 25 anos depois de ausência do teatro, regressou aos palcos para interpretar o monólogo Esta Noite Choveu Prata, de Pedro Bloch, produzido por Sérgio de Azevedo.
Após o 25 de abril de 1974 concebeu o seu primeiro programa televisivo, Nicolau no País das Maravilhas. Este programa tinha uma rábula chamada Senhor feliz e senhor contente, onde lançaria um jovem aspirante a humorista, Herman José. Em princípios da década de 1980 surge como ator e, simultaneamente, diretor de atores e co-autor do guião da primeira novela portuguesa, Vila Faia (1982). Segue-se a fundação da NBP Produções, hoje Plural Entertainment, a sua própria produtora de televisão, onde será administrador, produtor e realizador; atividades que fazem dele um verdadeiro precursor da indústria de ficção televisiva em Portugal. 
Sem deixar a representação, concebeu outras produções televisivas, como as sitcoms Eu Show Nico e Euronico; e participou como ator noutras tantas (Gente Fina é Outra Coisa; Nico D'Obra; Reformado e Mal Pago; Santos da Casa; Aqui não Há Quem Viva); além de diversas séries (O Espelho dos Acácios; Conde D'Abranhos; A Ferreirinha; João Semana; Quando os Lobos Uivam, Pedro e Inês, Equador, Morangos com Açúcar, Barcelona, Cidade Neutral, Família Açoriana) e novelas (Origens, Cinzas (telenovela), Verão Quente (telenovela), Primeiro Amor (telenovela), Vidas de Sal, Fúria de Viver, Vingança, Flor do Mar, Meu Amor, Louco Amor, Jardins Proibidos, O Beijo do Escorpião). 
Ao longo da sua carreira somou quase 50 participações no cinema, em filmes de cineastas de diversas gerações, como Augusto Fraga, Perdigão Queiroga, Henrique Campos, José Ernesto de Souza, Herlander Peyroteo, Artur Semedo, Luís Galvão Teles, Fernando Lopes, Jorge Paixão da Costa, António Pedro Vasconcelos, Roberto Faenza, Joaquim Leitão, Leonel Vieira, Mário Barroso, João Botelho e Bille August. Uma das suas participações mais recentes é o filme Comboio Noturno Para Lisboa, adaptação do livro homónimo de Pascal Mercier, e que estreou em 2013. Pelas suas prestações no grande ecrã recebeu três Globos de Ouro para Melhor Ator, com Kiss Me (2004), O Milagre Segundo Salomé (2004) e Os Imortais (2003).
A 9 de junho de 2005, foi agraciado pelo Presidente da República, Jorge Sampaio, com o grau de Grande-Oficial da Ordem do Mérito e, a 22 de abril de 2016, por Marcelo Rebelo de Sousa, com o grau de Grande-Oficial da Ordem do Infante D. Henrique, a título póstumo.
Em 2010, deu voz ao personagem Gru, protagonista do filme "Gru - O Maldisposto", em 2013 na sequela "Gru - O Maldisposto 2", em 2015 no filme "Mínimos" e na "Abelha Maia: O Filme", onde deu voz ao gafanhoto Flip.

## Morte
Morreu a 14 de março de 2016, aos 75 anos, na sua casa de Lisboa, vítima de ataque cardíaco. O seu corpo foi cremado no cemitério do Alto de São João.

## Discografia
- Livre (EP, Tecla, 1967)
- Pouco Mais (Grande Prémio da Canção Portuguesa(EP, Tecla, 1968)
- Tempo Novo(EP, Tecla, 1969)
- Na Tonga da Mironga do Kabuletê(EP, 1971, Movieplay)
- Opera On The Rocks (LP, Decca, 1977)

### Compilações
- O Melhor dos Melhores n.º 100 (CD, Movieplay,1998)[6]

## Televisão
- As Aventuras de Pasquale (1966) RTP 'Pasquale'
- Nicolau no País das Maravilhas (1975) RTP
- Eu Show Nico (1980) RTP 'Várias personagens'
- Gente Fina É Outra Coisa (1982) RTP 'Horácio'
- Vila Faia (1982) RTP 'João Godunha'
- Origens (1983) RTP 'Luís'
- Palavras Cruzadas (1986) RTP 'João'
- Eu Show Nico (1988) RTP 'Várias personagens'
- Sétimo Direito (1988) RTP 'Lazameta'
- Os Homens da Segurança (1988) RTP 'Cajó'
- Lá em Casa Tudo Bem (1988) RTP 'anjo e diabo'
- Passerelle (1988) RTP 'major Ilídio'
- Jogo de Cartas (1989) RTP 'Apresentador com Felipa Garnel'
- O Posto (1990) RTP
- O Cacilheiro do Amor (1990) RTP
- Euronico (1990) RTP 'Várias personagens'
- Nem o Pai Morre nem a Gente Almoça (1990) RTP 'Pierino Lagostini'
- Cinzas (1992/1993) RTP 'Securas'
- Verão Quente (1993) RTP 'Luís Arruda'
- Nico D'Obra (1993/1994/1995) RTP 'Nicolau Lopes (Nico)'
- Festival RTP da Canção 1994 (1994) RTP 'Apresentação com Ana Paula Reis'
- Com Peso e Medida (1994) RTP 'Apresentador'
- Falhas e Fífias (1995) RTP 'Apresentador'
- Malta Gira (1995) RTP 'Apresentador'
- Primeiro Amor (1995/1996) RTP 'Vítor Novais'
- Vidas de Sal (1996) RTP 'Vasco Tavares'
- Reformado e Mal Pago (1996) RTP 'Artur Reis'
- Polícias (1997) RTP 'inspector'
- Terra Mãe (1998) RTP 'condutor da carrinha'
- Uma Casa em Fanicos (1998) RTP 'Nico'
- Prémios RTC 98 (1999) RTP 'Apresentação com Maria Rueff'
- Conde d'Abranhos (2000) RTP 'Padre Augusto'
- Con(s)certos na Cave (2000) RTP
- Café da Esquina (2001) RTP 'cliente do café'
- Fúria de Viver  (2001/2002) SIC 'Vítor Antunes'
- Santos da Casa - (2003) RTP 'Afonso Santos'
- A Ferreirinha (2004) RTP 'Forrester'
- O Jogo (2004/2006) SIC 'António'
- João Semana (2005) RTP 'João Semana'
- Pedro e Inês (2005) RTP 'D. Afonso IV'
- Quando os Lobos Uivam (2006) RTP 'Labão'
- Triângulo Jota (2006) RTP 'Diretor da escola'
- Aqui não há quem viva - (2006/2008) SIC 'João Costa'
- Vingança - (2007) SIC 'Alberto Lacerda'
- Resistirei (2007) SIC 'Octávio Graça Almeida'
- Floribella (2007) SIC
- Casos da Vida (2008) TVI
- Equador (2008) TVI Mário Maltez
- Flor do Mar (2008) TVI 'Alfredo Neto'
- Morangos com Açúcar (2009) TVI 'Peixoto'
- Meu Amor  (2009) TVI 'Caetano Vargas Mota'
- Remédio Santo (2011) TVI 'Álvaro Borges'
- Os Compadres (2011/2012) RTP 'Nicolau (Nico)'
- Nico à Noite (2011) RTP 'ele mesmo'
- Louco Amor - (2012/2013) TVI 'Carlos Correia
- A Casa é Minha (2013) TVI 'Custódio'
- Uma Família Açoriana (2013) RTP1 'José do Canto'
- O Beijo do Escorpião (2014) TVI 'Henrique Albuquerque'
- Jardins Proibidos (2015) 'Manuel Maria Vasconcelos de Alcântara'
- A Impostora (2016) 'Edmundo Gaspar'

## Cinema
- A Ilha dos Cães, de Jorge António (2017)
- Stefan Zweig: Farewell to Europe, de Maria Schrader (2016)
- Virados do Avesso, de Edgar Pêra (2014)
- Os Gatos não Têm Vertigens, de António-Pedro Vasconcelos (2014)
- 7 Pecados Rurais, de Nicolau Breyner (2013)
- Comboio Noturno Para Lisboa, de Bille August (2013)
- A Teia de Gelo, de Nicolau Breyner (2012)
- País do Desejo, de Paulo Caldas (2011)
- Duas Mulheres, de João Mário Grilo (2010)
- A Bela e o Paparazzo, de António-Pedro Vasconcelos (2009)
- Contrato, de Nicolau Breyner (2009)
- Second Life, de Miguel Gaudêncio e Alexandre Valente (2009)
- Budapeste, de Walter Carvalho (2009)
- Arte de Roubar, de Leonel Vieira (2008)
- O Último Condenado à Morte, de Francisco Manso (2008)
- Call Girl, de António-Pedro Vasconcelos (2007)
- Corrupção, de João Botelho (2007)
- Atrás das Nuvens, de Jorge Queiroga (2007)
- O Mistério da Estrada de Sintra, de Jorge Paixão da Costa (2007)
- Antes de Amanhã, de Gonçalo Galvão Teles (2007)
- A Escritora Italiana, de André Badalo (2007)
- The Botanist, de Francis Manceau (2006)
- O Crime do Padre Amaro, de Carlos Coelho da Silva (2005)
- Kiss Me, de António da Cunha Teles (2004)
- O Milagre Segundo Salomé, de Mário Barroso (2004)
- O Outro Lado do Arco Íris, de Gonçalo Galvão Teles (2004)
- Os Imortais, de António-Pedro Vasconcelos (2003)
- Inferno, de Joaquim Leitão (1999)
- Jaime, de António-Pedro Vasconcelos (1999)
- Afirma Pereira, de Roberto Faenza (1996)
- Adeus Princesa, de Jorge Paixão da Costa (1994)
- O Fio do Horizonte, de Fernando Lopes (1993)
- Encontros Imperfeitos, de Jorge Marecos Duarte (1993)
- Ladrão que Rouba a Anão tem Cem Anos de Prisão, de Jorge Paixão da Costa (1992)
- O Barão de Altamira, de Artur Semedo (1986)
- Crónica dos Bons Malandros, de Fernando Lopes (1984)
- A Vida é Bela?!, de Luís Galvão Teles (1982)
- O Rei das Berlengas, de Artur Semedo (1978)
- Die Liebesbriefe einer portugiesischen Nonne, de Jesus Franco (1977)
- O Princípio da Sabedoria, de António de Macedo (1975)
- Malteses, Burgueses e às Vezes…, de Artur Semedo (1974)
- Derrapagem, de Constantino Esteves (1974)
- O Destino Marca a Hora, de Henrique Campos (1970)
- O Diabo era Outro, de Constantino Esteves (1969)
- Bonança & Cia., de Pedro Martins (1969)
- Um Campista em Apuros, de Herlander Peyroteo (1968)
- Sarilhos de Fraldas, de Constantino Esteves (1967)
- Operação Dinamite, de Pedro Martins (1967)
- The Secret of My Success, de Andrew L. Stone (1965)
- A Canção da Saudade, de Henrique Campos (1964)
- Pão, Amor e… Totobola, de Henrique Campos (1964)
- O Elixir do Diabo, de Thor L. Brooks (1964)
- O Parque das Ilusões, de Perdigão Queiroga (1963)
- O Milionário, de Perdigão Queiroga (1962)
- Dom Roberto, de José Ernesto de Souza (1962)
- Raça, de Augusto Fraga (1961)

## Dobragens
- O Gang dos Tubarões (2004) 'Don Lino'
- Gru, o maldisposto (2010) 'Gru'
- Gru, o maldisposto 2 (2013)'Gru'
- Mínimos (2015) 'Jovem Gru'
- Abelha Maia: O Filme (2015) 'Flip'

## Vida pessoal

### Política
Em 1993, perdeu as eleições para a Câmara Municipal de Serpa, pelo CDS-PP.  Foi candidato à Assembleia Municipal de Sintra do 'SIM - Movimento Independentes por Sintra', em 2013, sob a sigla do Partido da Nova Democracia (PND).

### Família
Filho de Nicolau Moreira Lopes (Covelo, Gondomar, 1912 — São Jorge de Arroios, Lisboa, 28 de fevereiro de 1971) e de Augusta Pereira da Silva de Melo Breyner Pereira (1920 - 23 de Maio de 2003), 5.ª neta por bastardia do 3.º Senhor e da 1.ª Condessa de Ficalho, casados em Serpa em 1939.
Era primo da escritora Sophia de Mello Breyner Andresen. Foi casado primeira vez com Mafalda Maria de Alpoim Vieira Barbosa (nascida a 12 de dezembro de 1947), irmã de Carlos Barbosa, de quem se divorciou e de quem foi primeiro marido, sem geração. Começou namoro com a atriz Sofia Sá da Bandeira em 1993, tendo sido casados entre 1996 e 2001, de quem foi segundo marido e de quem se divorciou, sem geração.  Também se casou com Cláudia Fidalgo Ramos, filha do realizador e encenador Artur Ramos, mãe das suas duas filhas Mariana e Constança Fidalgo Ramos de Melo Breyner Lopes. Era casado, desde 24 de junho de 2006, com Mafalda Gomes de Amorim Bessa, de quem foi terceiro marido, sem geração.